# تيم جيمس (ملحن)
تيم جيمس (بالإنجليزية: Tim James)‏ هو منتج أسطوانات ومغني ومغن مؤلف وملحن وكاتب أغاني أمريكي، ولد في مارس 1987 في ديربورن في الولايات المتحدة.

## وصلات خارجية
- تيم جيمس على موقع IMDb (الإنجليزية)
- تيم جيمس على موقع ميوزك برينز (الإنجليزية)
- تيم جيمس على موقع أول ميوزيك (الإنجليزية)
- تيم جيمس على موقع أول ميوزيك (الإنجليزية)
- تيم جيمس على موقع ديسكوغز (الإنجليزية)
- تيم جيمس على موقع قاعدة بيانات الفيلم (الإنجليزية)